# 丈八沟街道
丈八沟街道，是中华人民共和国陕西省西安市雁塔區下辖的一个乡镇级行政单位。

## 行政区划
丈八沟街道下辖以下地区：
丈八东社区、闸口社区、唐沣社区、陈家庄社区、西辛庄社区、南窑头社区、袁旗寨社区、东滩社区、西滩社区、里花水社区、响塘社区、丈八南社区、丈八西社区、丈八北社区、余家庄社区、铺尚社区、东付社区、东辛庄社区、西付社区、曹里村、红庙村、陈林村、茶张村、双水磨村、丁家桥村、木塔寨南村、木塔寨北村、甘家寨村和赵家坡村。